# 천랑열전
《천랑열전》(天狼熱戰)은 박성우가 그린 만화로, 1997년부터 2000년 4월까지 서울문화사의 만화잡지인 《아이큐점프》에 연재되었으며, 만화를 원작으로 한 같은 이름의 PC용 롤플레잉 게임이 2003년 봄에 발매되었다.

## 개요
이야기의 주 무대는 7세기 중반의 당나라와 고구려이며, 후속작인 《나우》는 《천랑열전》의 약 20여 년 후의 이야기이다.

## 줄거리
고구려의 무장인 연오랑은 큰 형인 파군성을 찾기 위해 중원으로 떠나게 된다.

## 등장인물
연오랑(延烏郞)
게임판 성우 - 김승준
이야기의 주인공이자 고구려의 무장. 사신무라는 무예를 사용한다.
월하랑(月下浪)
게임판 성우 - 양정화
천산검녀의 유일한 제자. 천산검결이라는 검술을 사용한다.
단령(旦令)
죽림오괴의 막내.
석전웅
청수문의 장문인.
구마소
무림오성의 1인.
홍군
무림오성의 1인으로 유일한 홍일점. 묘족 출신.
비소광
무림오성의 1인으로 청수문의 제자중 한 사람.
모용비
연나라(후연)의 왕족인 모용 가문의 자손. 무림오성의 1인.
자혜
모용비를 보좌하는 시녀 세 자매중 한사람.
적운
신룡문의 제자.
파군성(破軍星)
연오랑의 첫째 사형으로, 한때 사신무로 중원을 호령했던 패자.
결마로
게임판 성우 - 구자형
연오랑의 둘째 사형이자, 고구려의 대사자. 고구려의 검술인 비홍검술을 사용한다.
유화(柳花)
고구려의 의후사의 딸.

## 단행본
전 13권으로 완결되었으며(현재는 절판), 10권 분량의 애장판이 서울문화사에서 2003년에 발매되었다.
- 일반판

1. 1997년 11월 14일
2. 1998년 1월 24일
3. 1998년 3월 27일
4. 1998년 6월 27일
5. 1998년 8월 27일
6. 1998년 11월 20일
7. 1999년 2월 25일
8. 1999년 5월 10일
9. 1999년 7월 15일
10. 1999년 9월 27일
11. 1999년 12월 15일
12. 2000년 2월 25일
13. 2000년 4월 26일

일반판의 경우 ISBN이 부여되지 않음
- 애장판

1. 2003년 3월 25일, ISBN 8953239354
2. 2003년 3월 25일,ISBN 8953239362
3. 2003년 5월 24일, ISBN 8953241448
4. 2003년 5월 24일, ISBN 8953241456
5. 2003년 7월 4일, ISBN 8953242177
6. 2003년 7월 7일, ISBN 8953242185
7. 2003년 8월 22일, ISBN 8953244463
8. 2003년 8월 22일, ISBN 8953244471
9. 2003년 10월 14일, ISBN 8953245877
10. 2003년 10월 15일, ISBN 8953245885

## 같이 보기
- 나우